# Heptabromure de phosphore
Cet article possède un paronyme, voir Bromure de phosphore.
L'heptabromure de phosphore est un composé inorganique de formule PBr7. Avec le tribromure et le pentabromure, il s'agit d'un des bromures du phosphore. Dans les conditions normales de température et de pression, il se présente sous la forme de cristaux prismatiques de couleur rouge. PBr7 peut être synthétisé par réaction entre un mélange de pentabromure de phosphore (PBr5) et de brome (Br2).
PBr7 est formé du cation PBr4+ et de l'anion  tribromure Br3−, lequel est asymétrique.